# Antennaria laevigata
Antennaria laevigata är en svampart som beskrevs av Corda 1837. Antennaria laevigata ingår i släktet Antennaria och familjen Venturiaceae.   Inga underarter finns listade i Catalogue of Life.